# Gneu Domici Calví
Gneu Domici Calví (en llatí Cneus Domitius Calvinus) va ser cònsol de Roma el 332 aC. pertanyia a la Gens Domícia. Durant el seu mandat es va aprovar la llei Papiria de civitate.